# 슈퍼 에이트
《슈퍼 에이트》(영어: Super 8)는 2011년에 개봉한 SF 스릴러 영화이다. J. J. 에이브럼스가 각본, 제작, 감독을 맡았고, 스티븐 스필버그 또한 제작에 참여했다. 엘 패닝, 조엘 코트니, 카일 챈들러 등이 출연하였다. 슈퍼 8 영화를 촬영하던 10대들이 이상한 열차 탈선 사고를 목격하고, 곧 열차에서 위험한 존재가 마을로 탈출했다는 걸 알게 된다는 내용을 담았다. 웨스트버지니아주 위어턴과 그 주변에서 촬영하였다.
2011년 6월 10일 미국에서 일반 극장과 아이맥스 극장에서 개봉되었다. 향수적 요소, 특수 효과, 삽입 음악, 특히 패닝과 신인 코트니를 대표로 하는 아역들 연기가 비평가들로부터 극찬을 받았으며, 《E.T.》(1982), 《구니스》(1985), 《스탠 바이 미》(1986) 등의 영화들과 많이 비교되기도 했다. 제작비 5천만 달러 대비 2억 6천만 달러 수익을 거두며 상업적 성공도 거두었다. 기술과 특수 효과 부문, 저키노의 삽입 음악, 코트니와 패닝의 연기를 중심으로 여러 상을 수상하고 후보에 올랐다.

## 줄거리
1979년, 릴리언의 보안관 대리 잭 램과 그의 14세 아들 조는 직장 사고로 아내이자 어머니인 엘리자베스의 죽음을 애도한다. 잭은 엘리자베스의 동료 루이스 다이너드가 숙취로 인해 엘리자베스가 대신 근무해야 했기 때문에 사고의 원인이라고 비난한다. 조는 로켓 모양의 목걸이를 통해 엄마의 기억에 매달린다.
4개월 후, 조의 친구 찰스는 슈퍼 8 필름 대회에 출품할 좀비 영화를 만들고 있다. 그는 조와 친구 프레스턴, 마틴, 캐리, 그리고 다이너드의 딸 앨리스에게 도움을 요청한다. 아버지들이 그들의 우정을 반대함에도 불구하고 조와 앨리스는 가까워진다.
어느 날 밤, 그들이 기차역에서 촬영하던 중 픽업트럭이 다가오는 기차와 정면으로 충돌하여 기차를 탈선시키고(그들은 이것을 필름에 담는다) 역을 파괴한다. 불타는 혼돈 속에서 흩어진 아이들은 다시 모여 잔해 속에서 이상한 흰색 큐브 상자를 발견하고, 트럭 운전자가 그들의 생물학 교사인 우드워드 박사임을 알아낸다. 심각한 부상을 입은 그는 총으로 그들에게 본 것을 잊으라고 경고한다. 그들은 공군 기지에서 네렉 대령이 이끄는 호송대가 도착하자 도망친다. 네렉은 빈 슈퍼 8 필름 상자를 발견한다.
며칠 후 마을에서는 이상한 일들이 벌어진다. 개들이 도망가고, 여러 마을 사람들이 실종되고, 전력 공급이 불안정해지며, 전자 제품들이 도난당한다. 잭은 네렉에게 접근하지만 네렉은 그를 체포한다. 네렉은 주민들을 기지로 대피시키기 위한 구실로 화염 방사기로 산불을 지피라고 명령한다. 자신들의 영상을 보던 조와 찰스는 기차에서 거대한 생명체가 탈출하는 것을 발견한다. 군 병원에서 네렉은 우드워드에게 그 생명체에 대해 묻는다. 우드워드가 그를 질책하자 네렉은 그를 치사량의 주사로 살해한다.
루이스는 조에게 생명체가 앨리스를 납치했다고 말한다. 조, 찰스, 마틴, 캐리는 찰스의 누나 젠을 설득하여 도니와 데이트하게 하여 마을로 들어가 앨리스를 구하게 한다. 우드워드 박사의 트레일러에 침입한 그들은 그가 전 정부 연구원이었음을 알게 된다.
1963년, 공군은 불시착한 외계인을 붙잡았다. 흰색 큐브로 구성된 그 외계인의 우주선은 형태를 변형할 수 있게 해주었다. 실험을 받는 동안 외계인은 우드워드와 정신적인 연결을 맺고 그를 설득하여 지구를 탈출하는 것을 돕게 했다. 그들의 노력은 우드워드를 불신하고 전역시킨 네렉에 의해 방해받았다.
네렉이 그들을 붙잡지만 외계인이 네렉과 공군 병사들을 죽여 아이들이 탈출할 수 있게 한다. 잭은 탈출하고 루이스와 아이들을 구하기 위해 차이를 제쳐두기로 동의한다.
군대는 외계인을 공격하지만, 외계인의 존재로 인해 장비가 오작동하여 상당한 부수적인 피해를 입는다. 조와 캐리는 마을 아래에서 거대한 터널 시스템을 발견한다. 앨리스를 포함한 실종된 마을 사람들은 동굴 천장에 의식을 잃은 채 매달려 있다. 여기서 외계인은 실종된 전자 제품으로 만들어진 장치를 물탱크 바닥에 부착하여 만들고 있다. 폭죽으로 시선을 끈 조는 앨리스와 다른 사람들을 풀어준다. 외계인이 조를 붙잡자 조는 조용히 외계인에게 말을 걸어 나쁜 일들이 일어나도 "여전히 살 수 있다"고 설득한다. 그 둘 사이에 감정적인 연결이 형성되자 외계인은 모든 인간이 네렉처럼 나쁘지는 않다는 것을 깨닫고 그를 살려주어 그들이 지상으로 돌아갈 수 있게 한다.
모두가 마을의 금속 물체들이 미지의 힘에 의해 탑 꼭대기로 끌려가는 것을 지켜본다. 흰색 큐브들은 재조립되어 우주선을 만들고, 외계인이 그 안으로 들어가자 엘리자베스의 로켓이 탑으로 끌려간다. 조는 그것을 놓아주어 우주선을 완성시킨다. 우주선이 우주로 떠오르자 그는 앨리스의 손을 잡는다.
아이들이 슈퍼 8 필름으로 만들던 단편 영화는 영화가 끝나고 크레딧 롤과 함께 상영된다. 영화에서 찰스의 캐릭터는 자신의 단편 영화 "사건"이 지역 영화제에 선정되기를 요청한 후 앨리스가 연기한 좀비에게 공격당한다.

## 출연
아역
- 조엘 코트니 - 조지프  "조" 프랜시스 램 역
- 엘 패닝 - 앨리스 "앨리" 데이너드 역
- 라일리 그리피스 - 찰스 캐즈닉 역: 조의 절친.
- 라이언 리 - 케리 메카시 역: 폭죽광.
- 게이브리얼 배소 - 마틴 리드 역
- 잭 밀스 - 프레스턴 스콧 역

아역들 가족
- 카일 챈들러 - 보안관보 잭슨 "잭" 램 역: 조의 홀아비.
- 커트리나 밸프 - 엘리자베스 램 역: 조의 죽은 어머니.
- 론 엘다드 - 루이 데이너드 역: 앨리스의 알코올 의존증 아버지.
- 조엘 매키넌 밀러 - 샐 캐즈닉 역
- 제시카 턱 - 캐즈닉 부인 역
- 앤드루 밀러, 제이컵 밀러 - 캐즈닉 쌍둥이 역
- AJ 미샤카 - 제니퍼 앤 "젠" 캐즈닉 역: 찰스의 누나 중 한 명이다. 웬디의 파티에 가려고 도니에게 흥미가 있는 척 한다.
- 제이드 그리피스 - 벤지 캐즈닉 역
- 브릿 플래트모 - 페그 캐즈닉 역

경찰
- 브렛 라이스 - 보안관 프루잇 역
- 마이클 저키노 - 보안관보 크로퍼드 역
- 벤 개빈 - 보안관보 밀너 역
- 마이클 히치콕 - 보안관보 로스코 역
- 제이 스컬리 - 보안관보 스캐든 역
- 제임스 에이베어 - 보안관보 탤리 역

군인
- 브루스 그린우드 - 쿠퍼 역
- 노아 에머릭 - 넬렉 대령 역
- 리처드 T. 존스 - 오버마이어 역
- 토니 구마 - 월터스 하사 역
- 조너던 딕슨 - 네빌 이등병 역
- 제이슨 브룩스 - 공군 경비대원 역
- 팀 그리핀 - 특공대원 역
- 에머슨 브룩스 - 군용 버스 운전병 역
- 패트릭 세인트에스프리 - 병기 지휘관 역

그 외
- 데이비드 갤러거 - 도니 역: 올슨 카메라 가게에서 일하는 대마 흡연자. 캐런과 깨진 후 젠에게 관심을 보인다.
- 글린 터먼 - 토머스 우드워드 박사 역: 생물학 교사.
- 보 냅 - 브린 역: 켈빈 주요소에서 일하는 직원.
- 댄 캐스털러네타 - 이지 역
- 데일 디키 - 이디 역
- 케이티 로스 - 티나 역
- 어맨다 포먼 - 채널 14 뉴스 앵커 리디아 코너스 역
- 잭 액설로드 - 블레이클리 씨 역
- 토머스 F. 더피 - 루니 역
- 테리 클라크 린든 - 배빗 부인 역
- 톰 퀸 - 매캔들리스 씨 역
- 코아 멜빈 - 베이비 조 역
- 빙고 오맬리 - 하킨 씨 역
- 마코 샌체즈 - 허낸데즈 역